# U-117 (1941)
| U-117                                     | U-117                                                                         | U-117                                                                         |
| ----------------------------------------- | ----------------------------------------------------------------------------- | ----------------------------------------------------------------------------- |
|                                           |                                                                               |                                                                               |
|                                           |                                                                               |                                                                               |
| U-117 (зправа) та U-66 під атакою авіації |                                                                               |                                                                               |
| Під прапором                              | Третій рейх                                                                   | Третій рейх                                                                   |
| Спуск на воду                             | 22 липня 1941 року                                                            | 22 липня 1941 року                                                            |
| Виведений зі складу флоту                 | 7 серпня 1943 року                                                            | 7 серпня 1943 року                                                            |
| Сучасний статус                           | затоплений                                                                    | затоплений                                                                    |
| Проєкт                                    |                                                                               |                                                                               |
| Тип ПЧ                                    | Підводний мінний загороджувач                                                 | Підводний мінний загороджувач                                                 |
| Основні характеристики                    |                                                                               |                                                                               |
| Швидкість (надводна)                      | 17 вузлів                                                                     | 17 вузлів                                                                     |
| Швидкість (підводна)                      | 7 вузлів                                                                      | 7 вузлів                                                                      |
| Гранична глибина занурення                | 220 м                                                                         | 220 м                                                                         |
| Екіпаж                                    | 52 особи                                                                      | 52 особи                                                                      |
| Розміри                                   |                                                                               |                                                                               |
| Довжина найбільша (по КВЛ)                | 89,8 м                                                                        | 89,8 м                                                                        |
| Ширина корпусу найб.                      | 9,2 м                                                                         | 9,2 м                                                                         |
| Висота                                    | 10,2 м                                                                        | 10,2 м                                                                        |
| Середня осадка (по КВЛ)                   | 4,70 м                                                                        | 4,70 м                                                                        |
| Водотоннажність надводна                  | 1763 т                                                                        | 1763 т                                                                        |
| Озброєння                                 |                                                                               |                                                                               |
| Артилерія                                 | одна палубна гармата калібру 105-мм, одна 37-мм та одна 20-мм зенітна гармата | одна палубна гармата калібру 105-мм, одна 37-мм та одна 20-мм зенітна гармата |
| Торпедно- мінне озброєння                 | 2 кормових ТА. 15 торпед або 66 мін                                           | 2 кормових ТА. 15 торпед або 66 мін                                           |

U-117 — німецький підводний човен типу XB, часів  Другої світової війни.
Замовлення на будівництво човна було віддане 31 січня 1939 року. Човен був закладений на верфі «F. Krupp Germaniawerft AG» у місті Кіль 1 липня 1939 року під заводським номером 616, спущений на воду 22 липня 1941 року, 25 жовтня 1941 року увійшов до складу 2-ї флотилії. За час служби також перебував у складі 1-ї, 11-ї та 12-ї флотилій. Єдиним командиром човна був корветтен-капітан Ганс-Вернер Нойманн.
Човен зробив 5 бойових походів, в яких потопив 1 (водотоннажність 7 177 брт) та пошкодив 1 судно (7 092 брт).
Потоплений під час поповнення запасів з U-66 у Північній Атлантиці (39°42′ пн. ш. 38°21′ зх. д. / 39.700° пн. ш. 38.350° зх. д.) глибинними бомбами та торпедами п'яти «Евенджерів» з ескортного авіаносця ВМС США «Кард» 7 серпня 1943 року. Всі 62 члени екіпажу загинули.

## Потоплені та пошкоджені кораблі[3]
| Назва          | Тип            | Належність      | Дата           | Тоннаж (БРТ) | Вантаж                      | Статус     | Місце                                                     |
| Matt W. Ransom | вантажне судно | США             | 11 квітня 1943 | 7 177        | 8000 т генеральних вантажів | пошкоджено | 33°55′ пн. ш. 7°52′ зх. д. / 33.917° пн. ш. 7.867° зх. д. |
| Empire Morn    | вантажне судно | Велика Британія | 25 квітня 1943 | 7 024        | Військове обладнання        | потоплено  | 33°52′ пн. ш. 7°50′ зх. д. / 33.867° пн. ш. 7.833° зх. д. |